# 浜なし
浜なし（はまなし）は神奈川県横浜市内で生産されたナシのブランド名。一定の条件を満たした生産者が、横浜農業協同組合（JA横浜）果樹部から認定を受けて生産している。1985年（昭和60年）、「かながわの名産100選」の91番「神奈川のなし」の1つに選定された。

## 概要
品種としては2013年時点で、豊水が約6割、幸水が約3割強である。
市場出荷はしておらず、ほぼ全量を栽培農家の庭先などでの直売販売をしているため、スーパーマーケットや青果店にはほとんど出回らない。
樹上で完熟した梨をその日の朝に収穫して販売されるため、新鮮であることと、大玉で糖度も高いと点が評価され、人気を呼んでいる。また、横浜産の果実というイメージと希少性から横浜市民からの贈答用品として使われることも多い。
2015年には横浜農業協同組合が「浜なし」の商標登録を行っている。
かながわブランド振興協議会の審査会を経て2019年に県を代表する「かながわブランド」として認定登録された。